# Marienkirche Rockenberg

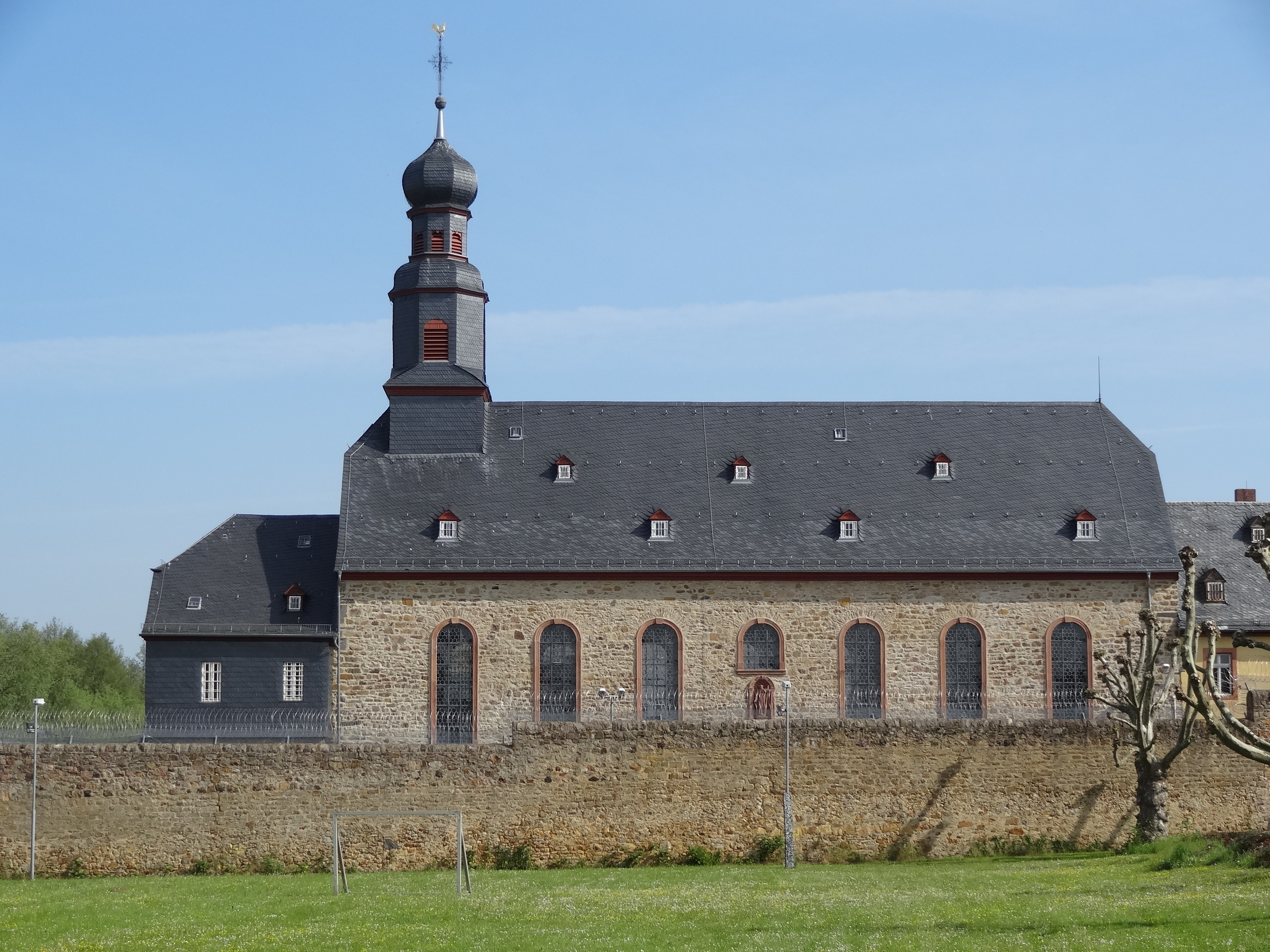
Marienkirche von Süden

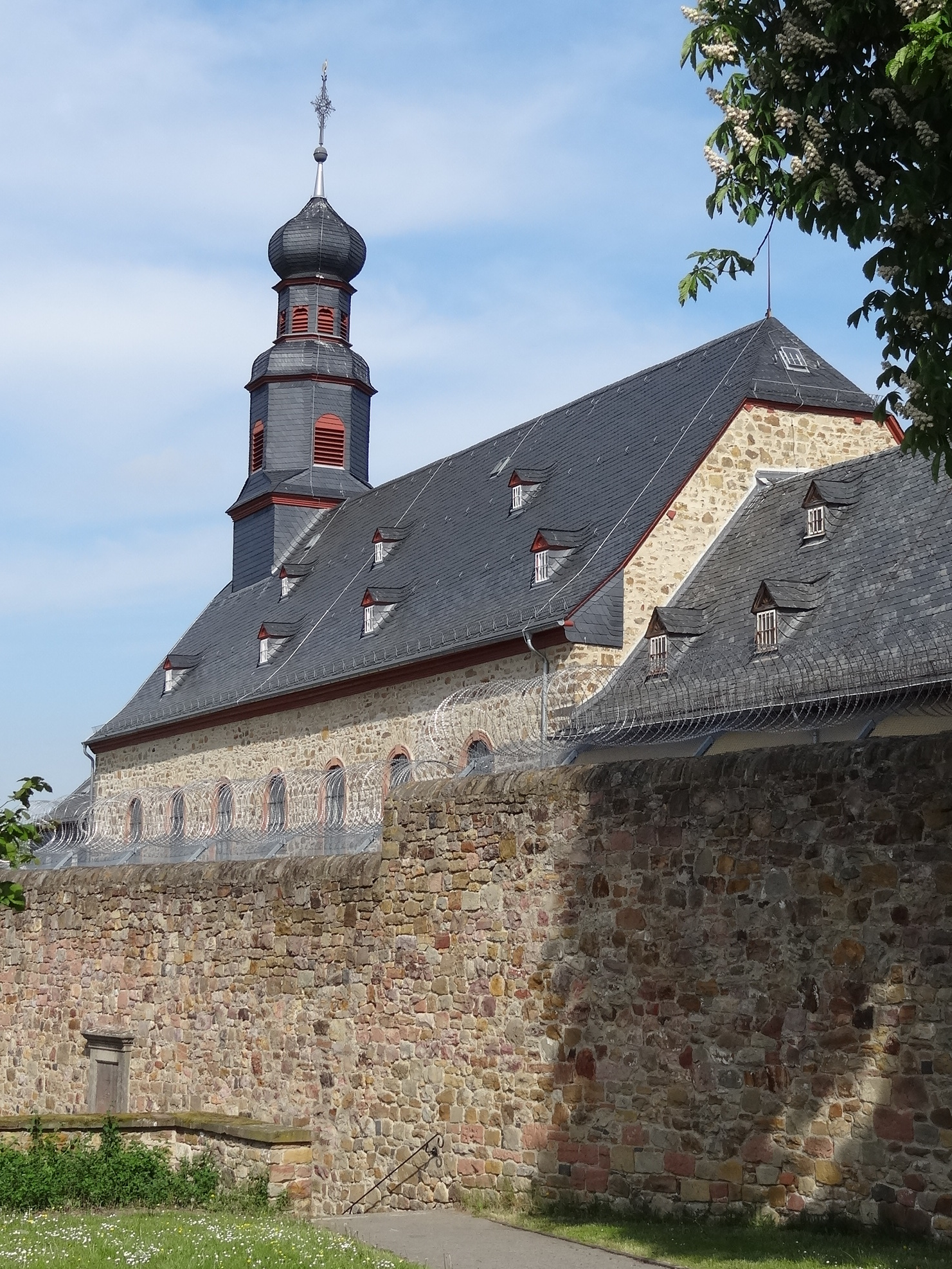
Blick von Südosten

Die Marienkirche Rockenberg ist die ehemalige Klosterkirche von Kloster Marienschloss in Rockenberg in der Wetterau in Hessen. Der von 1746 bis 1749 errichtete Saalbau mit Haubendachreiter ist die größte Rokokokirche nördlich des Mains. Ihre bauzeitliche Ausstattung, die 1778 mit der Fertigstellung des Hochaltars ihren Abschluss fand, ist vollständig erhalten. Das hessische Kulturdenkmal mit dem Patrozinium Mariä Aufnahme in den Himmel wird heute als Gefängniskirche der Justizvollzugsanstalt Rockenberg simultan genutzt.

## Geschichte

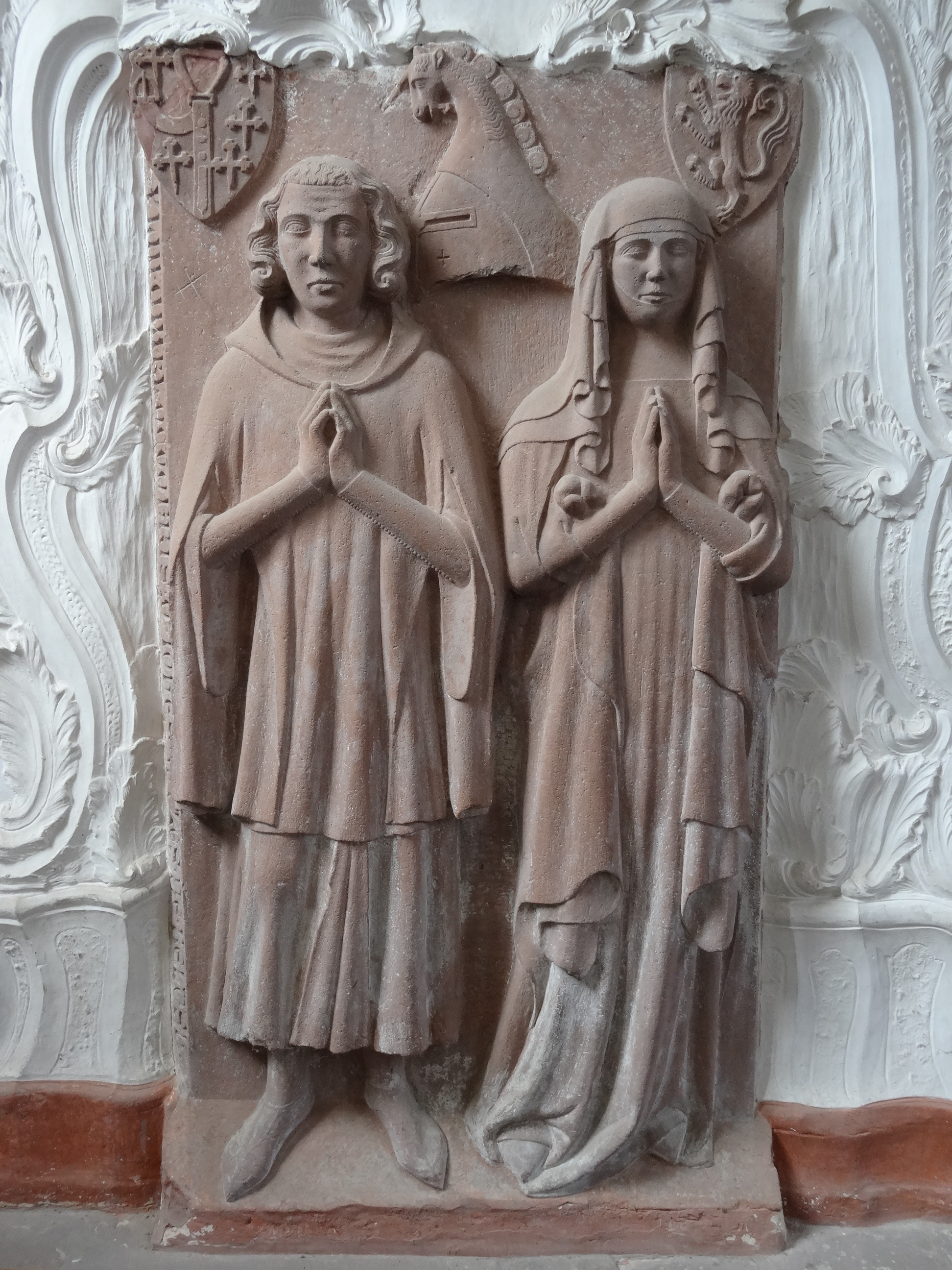
Gotisches Epitaph des Stifterpaares (14. Jh.)

Als Vorgängereinrichtung von Kloster Marienschloss gilt eine Beginen-Klause (hospitale / clausa), die im Zusammenhang mit einer Schenkung urkundlich erstmals 1332 genannt wird und sich der Pflege von Kranken verschrieben hatte. Eine neue Klosteranlage wurde 1338 von Ritter Johann von Bellersheim, genannt von Rockinberg, und seiner Frau Gertrud, genannt Gezele von Düdelsheim, gestiftet. Die Stiftungsurkunde vom 30. April 1338 besiegelt die Umwandlung der Klause in ein Zisterzienser-Nonnenkloster. Bereits anderthalb Jahre später, am 1. November 1339, wurde die Klosterkirche der hl. Maria und Johannes dem Täufer geweiht und die Rockenberger Pfarrkirche dem Kloster Marienschloss inkorporiert. Durch Papst Innozenz VI. wurde Marienschloss 1342 dem Zisterzienserorden einverleibt und Kloster Arnsburg unterstellt. Bereits von Ritter Johann und seiner Frau im Jahr 1340 mit Stiftungsgütern ausgestattet, wurde das Kloster im Laufe der Zeit durch weitere Stiftungen reich begütert.
Die Vernachlässigung der Ordenszucht veranlasste den Mainzer Erzbischof Adolf II. im Jahr 1466, die damalige Äbtissin Lucia von Weisen und fast alle Schwestern zu entlassen und den Konvent neu zu besetzen. Trotz Einführung der Reformation in Rockenberg im Jahr 1535 blieb das Kloster katholisch. Der damaligen Äbtissin gelang es noch 1534, die Entlassung des Pfarrers von Rockenberg zu erwirken, der evangelisch predigte, die Sakramente lutherisch bediente und verheiratet war. Als Patronin musste sie jedoch fortan tolerante evangelische Pfarrer in der Rockenberger Pfarrkirche präsentieren. Seit dem Reichstage zu Speyer im Jahr 1544 unterstand das Kloster Kaiser Karl V. und fiel 1581 an Kurmainz.
In den Jahren 1602 und 1603 erfolgte in Oppershofen und Rockenberg die Gegenreformation. Von 1606 bis 1619 folgten zahlreiche Baumaßnahmen. Der Dreißigjährige Krieg führte zur mehrfachen Plünderung und zur teilweisen Zerstörung der Klosterkirche und anderer Klostergebäude. Von den fünf Klöstern in der Wetterau aus vorreformatorischer Zeit blieb nur Marienschloss als Enklave in einem evangelischen Umfeld bestehen und erlebte im Barock trotz wirtschaftlich bescheidener Bedingungen, wenig Grundbesitz und geringer Einnahmen eine letzte Blütezeit.
Unter Äbtissin Franziska Koch (1724–1736) und ihrer Nachfolgerin Antonia Hartz (Amtszeit 1736–1774) wurden die notdürftig reparierten Gebäude vollständig erneuert. Die Grundsteinlegung der neuen Kirche erfolgte am 5. Mai 1746, die Fertigstellung 1749. Gegenüber dem Vorgängerbau wurde die heutige Kirche wegen der sumpfigen Umgebung der nahen Wetter um etwa 3 Meter aufgestockt. Durch Kriege in den Jahren 1743, 1757 und 1792 heimgesucht, bestand das Kloster bis zum Jahr 1803, als es durch den Reichsdeputationshauptschluss an Hessen-Darmstadt fiel. 1809 wurde das Kloster aufgelöst und die letzten verbliebenen Nonnen zogen aus. Das Kloster wurde in eine Besserungsanstalt umgebaut und ab 1811 von Häftlingen bezogen. 1939 erfolgte die Umwandlung in ein Jugendgefängnis für männliche Jugendliche, das seit 1946 für das Land Hessen als neuen Eigentümer genutzt wird.
Im Jahr 2014 wurde eine Sanierung des schadhaften Dachreiters durchgeführt, der mit Hilfe eines Spezialkrans abgenommen und auf den Boden gesetzt wurde, um ihn dort restaurieren und neu verschindeln zu können. Bei dieser Gelegenheit wurde die Glocke eingesetzt, die 2003 durch eine Stiftung des Kultur- und Geschichtsvereins Oppershofen e. V. gegossen wurde. Weitere Schäden an der Fassade, den Fenstern, Sandsteingewänden, Portalen und Emporen der Klosterkirche wurden in einem ersten Bauabschnitt behoben, der das Land Hessen 1,3 Millionen Euro kostete.

## Architektur

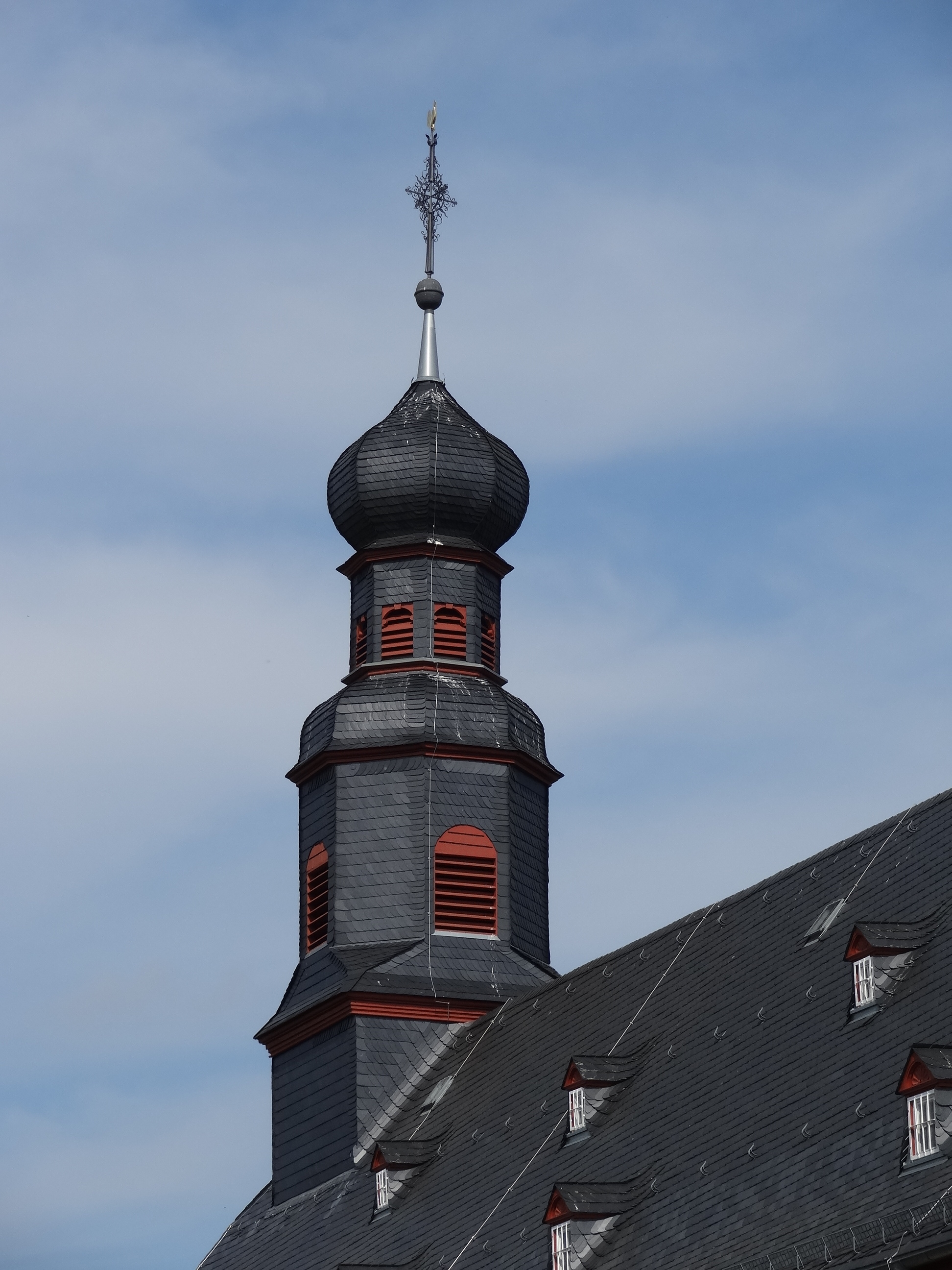
Haubendachreiter mit Zwiebelhelm

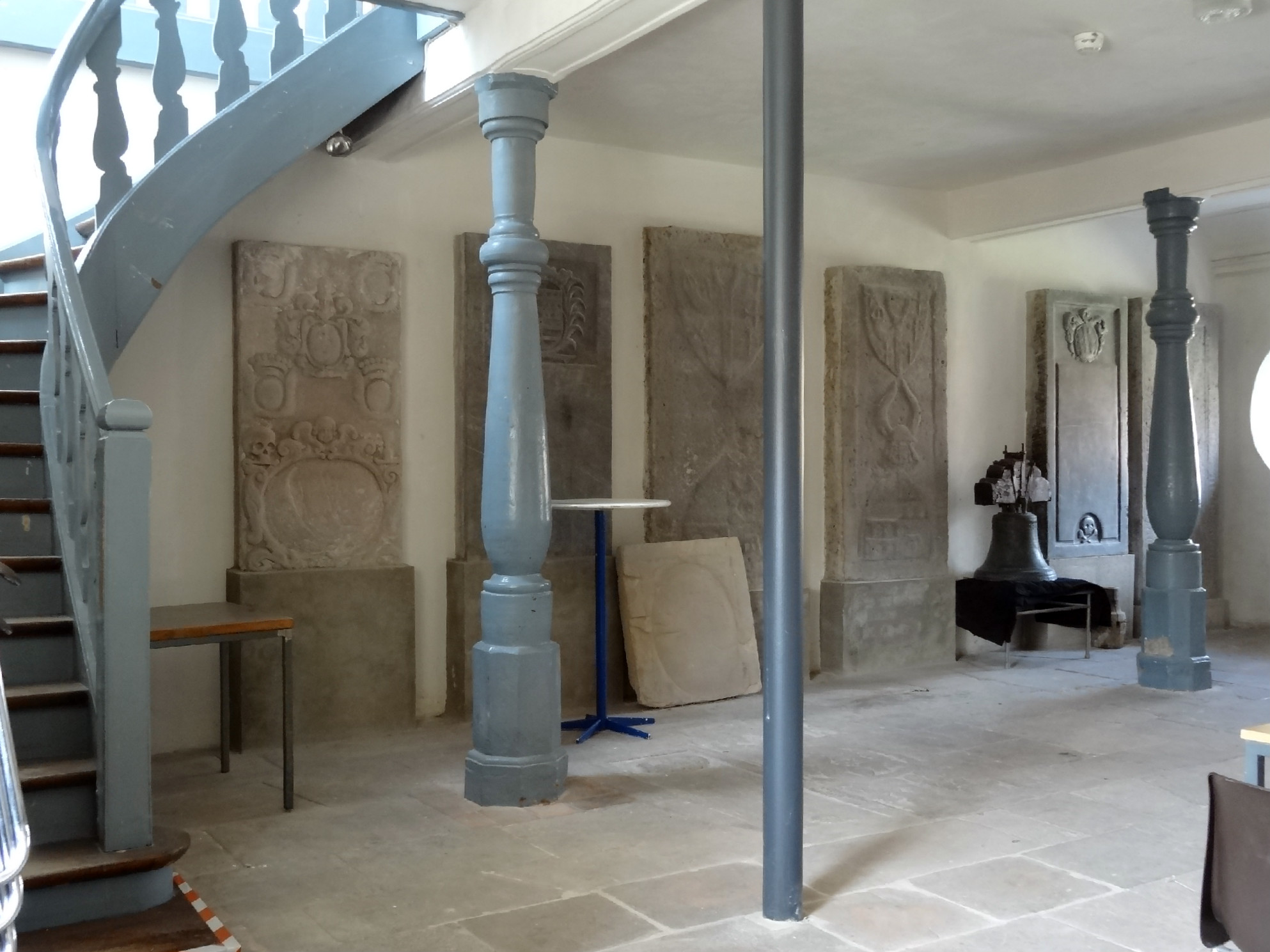
Kapitelsaal unterhalb der Nonnenempore

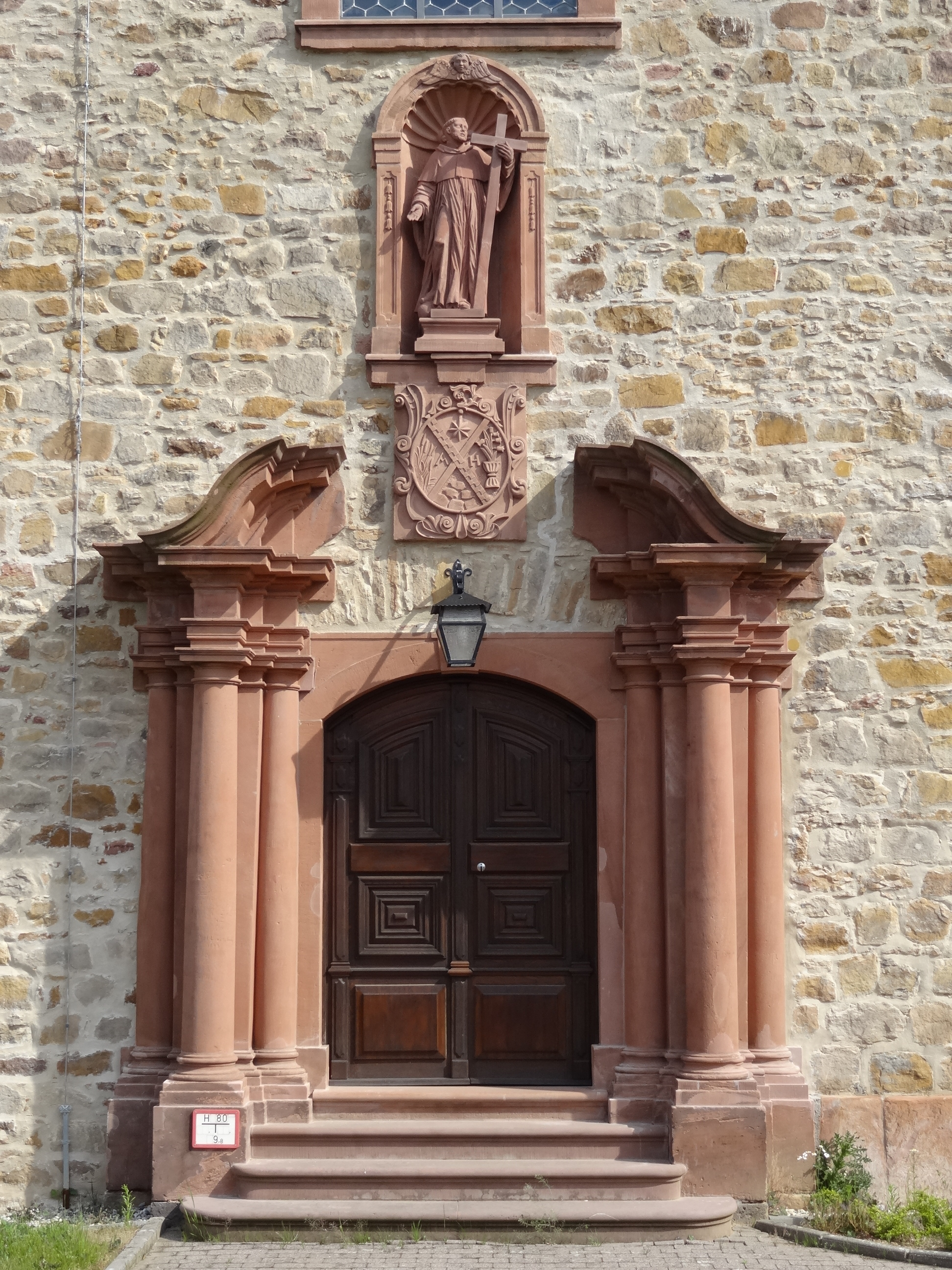
Südportal: der hl. Bernhard über dem Wappen der Antonia Hartz

Marienschloss liegt nordwestlich von Rockenberg, östlich der Wetter. Die Südseite der Kirche ist als repräsentative Schauseite gestaltet. Im Norden schließen sich der Kreuzgang und der ehemalige dreiflügelige Konventbau an, der im 19. Jahrhundert grundlegend umgebaut wurde und durch die Kirche verdeckt wird. Die geostete Klosterkirche aus hellem, unverputztem Bruchsteinmauerwerk bildet den südlichen Abschluss mehrerer Klostergebäude. Im Osten schließt sich der etwas niedrigere, zweigeschossige Äbtissinnenbau an, der die Hauptpforte von Marienschloss aus dem Jahr 1733 umschließt. Die Klosterkirche findet im Westen ihre Fortsetzung durch einen niedrigeren, zweigeschossigen Anbau, das ursprüngliche Priorinnengebäude, das seit 1998 als Museum genutzt wird.
Die Klosterkirche ist über den Grundmauern und im Westen über dem gewölbten Raum des tiefer liegenden gotischen Vorgängerbaus aus der ersten Hälfte des 14. Jahrhunderts errichtet. Das langgestreckte Schiff wird an beiden Langseiten durch je sieben hohe rundbogige Fenster mit Wabenverglasung belichtet, deren profilierte Gewände aus rotem Sandstein einen Schlussstein haben. Im Inneren sind die tiefen Laibungen nach unten abgeschrägt. Nur das mittlere Fenster in der Südseite endet in halber Höhe, da hier das Südportal die Kirche erschließt. Eine Glasmalerei auf dem zweiten Südfenster zeigt den hl. Wendelin auf einer Kabinettscheibe, die möglicherweise aus der Vorgängerkirche übernommen wurde. Das vollständig verschieferte Schopfwalmdach ist in zwei Ebenen mit kleinen Gauben bestückt. Im Westen ist ein verschieferter Dachreiter aufgesetzt, dessen viereckiger Schaft in eine oktogonale Glockenstube übergeht, die an vier Seiten rundbogige Schalllöcher hat. Der Dachreiter beherbergt eine Rincker-Glocke. Ein geschwungenes Dach vermittelt zur oktogonalen Laterne mit acht rundbogigen Schalllöchern, dem ein Zwiebelhelm aufgesetzt ist. Dieser wird von einem Turmknauf, schmiedeeisernen Kreuz und vergoldeten Wetterhahn bekrönt.
Mittig in der Südseite ist ein Säulenportal aus rotem Sandstein eingelassen. Es hat Halb- und Ganzsäulen mit viereckigen Basen und Kapitellen und einen gesprengten Giebel, in dem das Wappen der Antonia Hartz aus Sandstein angebracht ist. Darüber steht die Figur des Bernhard von Clairvaux in einer rundbogigen Sandsteinnische, deren Schlussstein ein Engelskopf ziert. Westlich des Südportals ist ein ovales Fenster eingelassen und links davon ein vermauertes Portal, das ursprünglich vermutlich als Totenpforte diente. Zwei vermauerte Fenster unterhalb der Pforte und des ovalen Fensters sind wohl Teil des gotischen Vorgängerbaus.
Der westliche Bereich des Schiffs ist im unteren Bereich durch eine Zwischenwand abgetrennt und bildet einen separaten Unterraum. Er ist nicht in die Kirche einbezogen und diente ursprünglich wahrscheinlich als Kapitelsaal des Nonnenkonvents. Er ist mit roten Sandsteinplatten belegt. Die beiden Treppen, die zur Nonnenempore führen, stammen aus nachklösterlicher Zeit. Abgesehen von der rechteckigen Holztür, die in die Klosterkirche führt, gab es zwei weitere Zugänge, die heute vermauert sind: die Westtür, die den Zugang zu den Konventsräumen ermöglichte, und die Totenpforte in der Südmauer, die zum Friedhof nach draußen führte. An den Wänden des Kapitelsaals sind zahlreiche Grabsteine aus dem 14. bis 18. Jahrhundert aufgestellt. Der älteste von 1354 erinnert an Werner von Rockenberg, den Sohn des Stifters Johannes von Bellersheim. Im Kapitelsaal ist eine gesprungene Glocke (0,56 Meter hoch) mit altem Joch aufgestellt, die 1714 von Johan Georg Barthels in Frankfurt am Main gegossen wurde. Sie trägt oben die Inschrift „S. CHRISTIANA STREBIN ABBTISSIMA IN MARIAE SCHLOS ANNO MDCCXIV“ und unten die Inschrift „GOSS MICH IOHANN GEORG BARTHELS IN FRANCKFURT“, dazwischen zwei Reliefs der gekrönten Gottesmutter mit dem Jesuskind und zwei Reliefs mit Johannes dem Täufer. Eine steinerne Treppe aus den 1960er Jahren an der Nordseite des Kapitelsaals führt 3 Meter in den begehbaren Kreuzgang hinab, also auf das Niveau der Vorgängerkirche aus der ersten Hälfte des 14. Jahrhunderts. Während der Südflügel noch aus gotischer Zeit erhalten ist, wurden die drei anderen Flügel 1737 erneuert und um den Oberbau ergänzt. Heute werden diese drei Flügel in beiden Geschossen als Krankenstation und für die Untersuchungshaft der JVA genutzt und können entsprechend nicht besichtigt werden. Hinter der Orgel auf der Nonnenempore führt eine Tür mit Sandsteingewände in das Wilhelm-Leuschner-Gedächtnis-Zimmer und das Abtei-Zimmer, dem Museum des Kultur- und Geschichtsvereins Oppershofen.

## Ausstattung

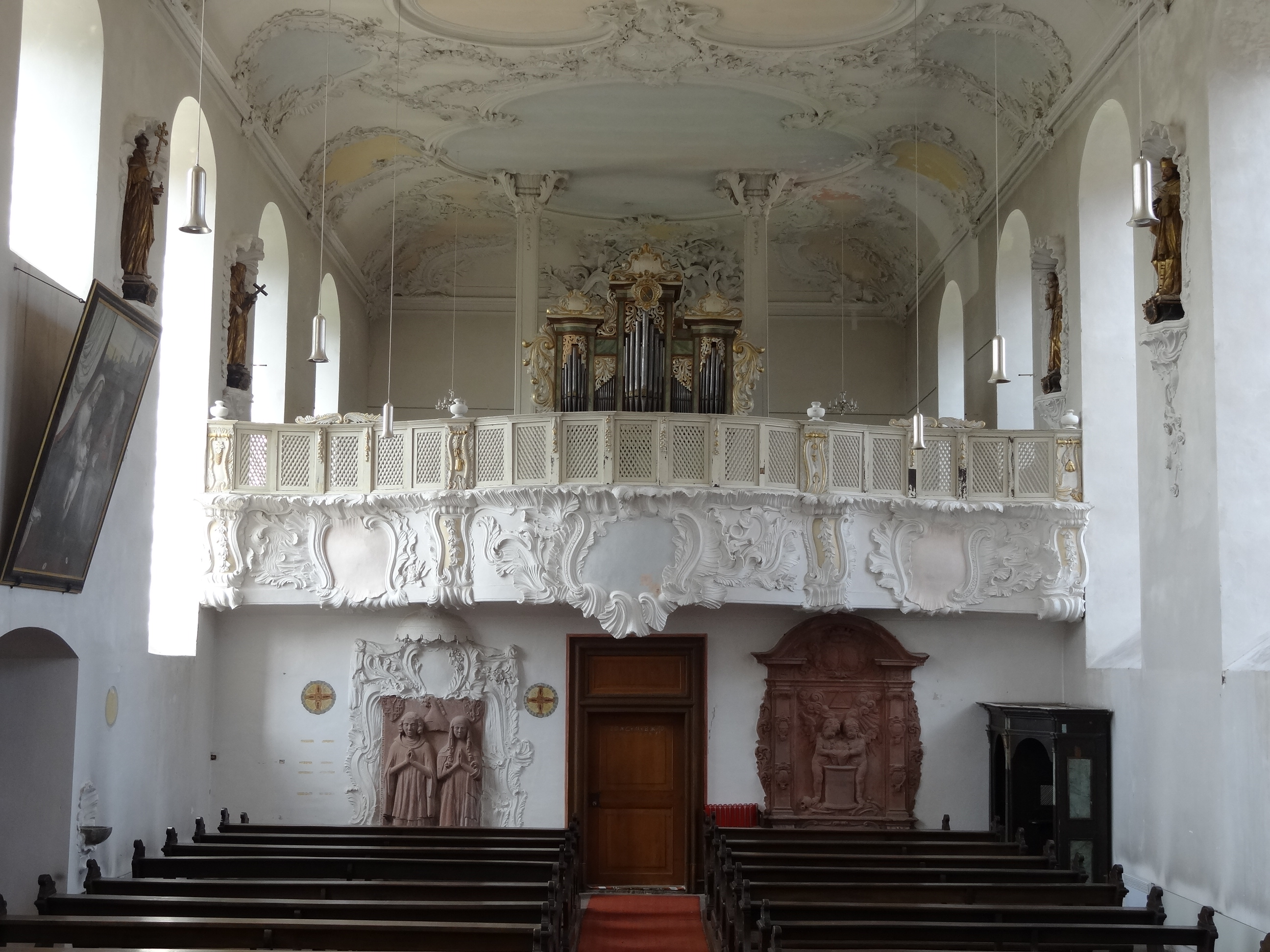
Blick auf die Nonnenempore im Westen

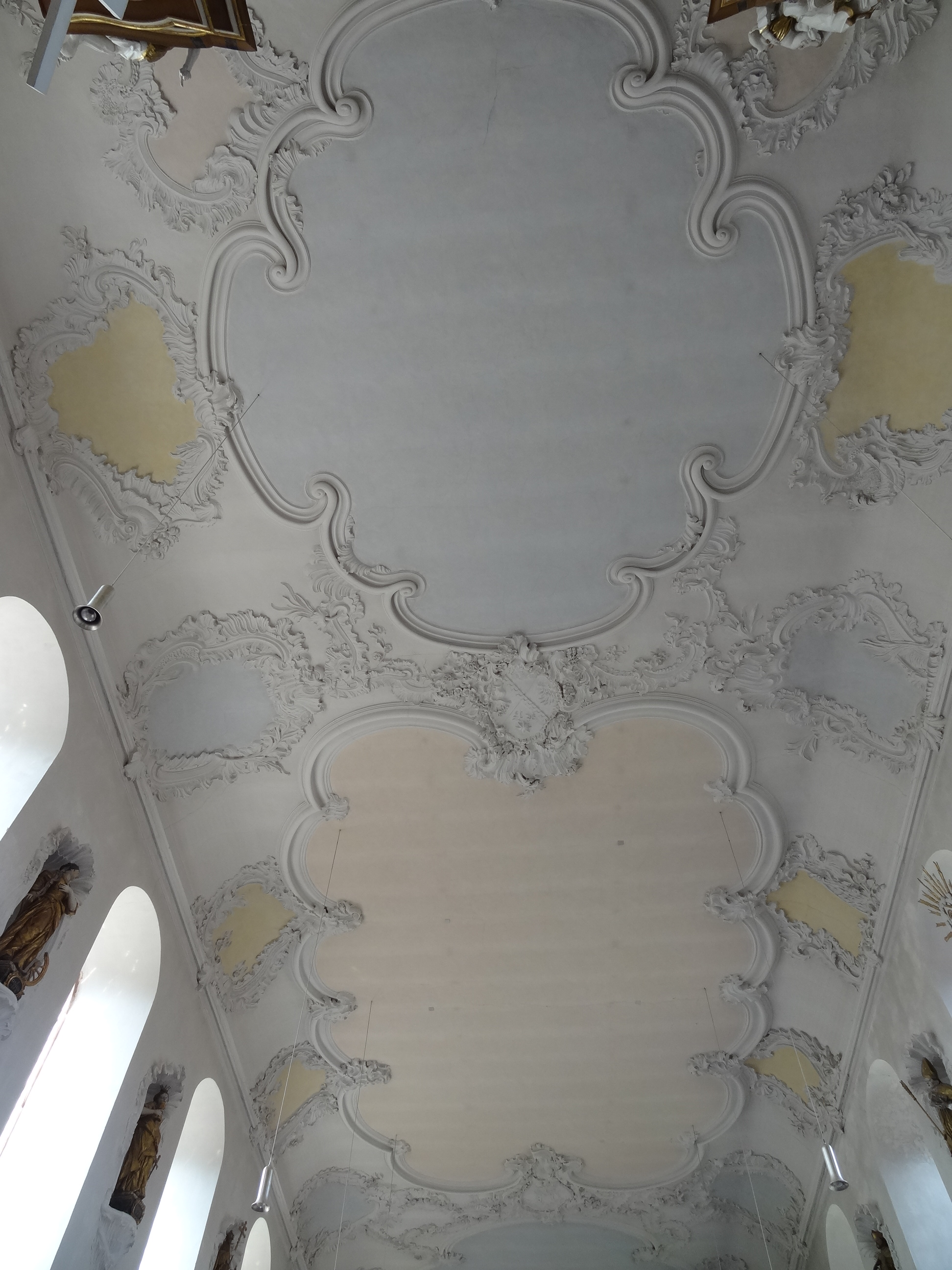
Stuckdecke in verschiedenen Pastelltönen

Die Einrichtung aus dem Barock und Rokoko ist vollständig und in ihrer stilistischen Geschlossenheit erhalten. Nur der kleine Altar, der der hl. Anna geweiht war und vermutlich auf der Nonnenempore stand, wurde in die Annakapelle in Rockenberg umgesetzt. Der Innenraum wird durch eine Stuckdecke abgeschlossen, die in 21 Kartuschen gegliedert ist. Die Kartuschen sind in den Pastellfarben rosa, blau oder gelb monochrom gefasst und von verspieltem Rahmenwerk aus Rocaillen umschlossen. Die große rosafarbene Kartusche in der Mitte findet im Osten durch das Wappen der Erbauerin mit den Initialen A und H ihren Abschluss, im Westen durch ein Marienmonogramm. An den Seiten schließen sich zwei kleinere, hellblaue Kartuschen an. Den Übergang zu den Langseiten bilden je sechs kleine Kartuschen, je eine weitere findet sich an der Ost- und der Westwand sowie in den vier Ecken. Die Eckkartuschen stellen mit ihren jahreszeitlichen Blumen und Früchten die vier Jahreszeiten dar: Frühlingsblumen, Getreidegarben mit Sichel für den Sommer, Rebstock mit Weintrauben für den Herbst und Trockenblumen für den Winter. Die prächtigen Stuckaturen könnten vom selben Meister stammen, der 1746 in Kloster Arnsburg das Refektorium ausgestattet hat.
Über dem Kapitelsaal befindet sich die Nonnenempore mit einer konvex geschwungenen Brüstung, die ähnlich wie die Decke reich mit Stuck verziert ist. Sie wird von drei von Rocaillen umrahmten Kartuschen beherrscht, dazwischen sind Blumengirlanden und Musikinstrumente in Stuck aufmodelliert. Auf der Brüstung ist ein hölzerner Sichtschutz mit Rautengitter angebracht. Die schmalen Leisten zwischen den 17 herausnehmbaren Gitterfenstern zieren vergoldete Blumengirlanden. Vier breite Sichtblenden, die mit Vasen bekrönt werden, haben geschnitzte Fruchtgehänge und Blumenranken. Zwei Säulen hinter der Orgel stützen die Stuckdecke. Ganz oben an der Ostwand über der Orgel zeigt eine Stundenuhr mit einem einzigen Zeiger das Stundengebet an. Sie ist in Gipsstuck gefertigt und hat ein Ziffernblatt mit römischen Ziffern sowie einen Stuckkranz, der ähnlich wie die Sonnenuhr am Äbtissinnengebäude mit Rocaillien, Arbeitsgeräten und Symbolen der Vergänglichkeit reich verziert ist.
Der Nonnenempore entspricht im Westen die konkav geschwungene Äbtissinnenempore, die in der Mitte durch den Hochaltar unterbrochen wird. Zwar wesentlich kleiner als die Nonnenempore, ist sie mit ihrer zweiteiligen Brüstung doch ähnlich mit Rokokostuck verziert. Die beiden Kartuschen zeigen zwei große Blumenkörbe. Der der Brüstung aufgesetzte Sichtschutz umfasst jeweils fünf Fenster mit Rautengittern, die an den Außenwänden durch eine Sichtblende begrenzt werden, die links einen verzierten Äbtissinnenstab und rechts ein geöffnetes Buch zeigen und die jeweils mit einer Vase bekrönt werden. Kaum erkennbar ist, dass unter dem Wappen auf dem Hochaltar ein schmaler Sichtschutz den Blick ins Kircheninnere gewährt.
In der Südostecke der Sakristei ist in der Wand eine Piscina aus gotischer Zeit eingelassen. Das Sandsteinbecken wird von Holz mit Pilastern verkleidet. Zwischen Kanzel und Altar wurde in der Nordwand eine viereckige Sakramentsnische mit rotem Sandsteingewände freigelegt, die bei der Restaurierung 1988 ein schmiedeeisernes Gitter erhielt. An der Südwand gegenüber der Kanzel hängt ein etwa 2 Meter großes Kruzifix aus dunklem Holz mit weißem Korpus und vergoldetem Schurz. Über dem Gekreuzigten ist eine Tafel mit dem Kreuzestitel INRI angebracht. Die Capitalis „И“ ist seitenverkehrt geschrieben.

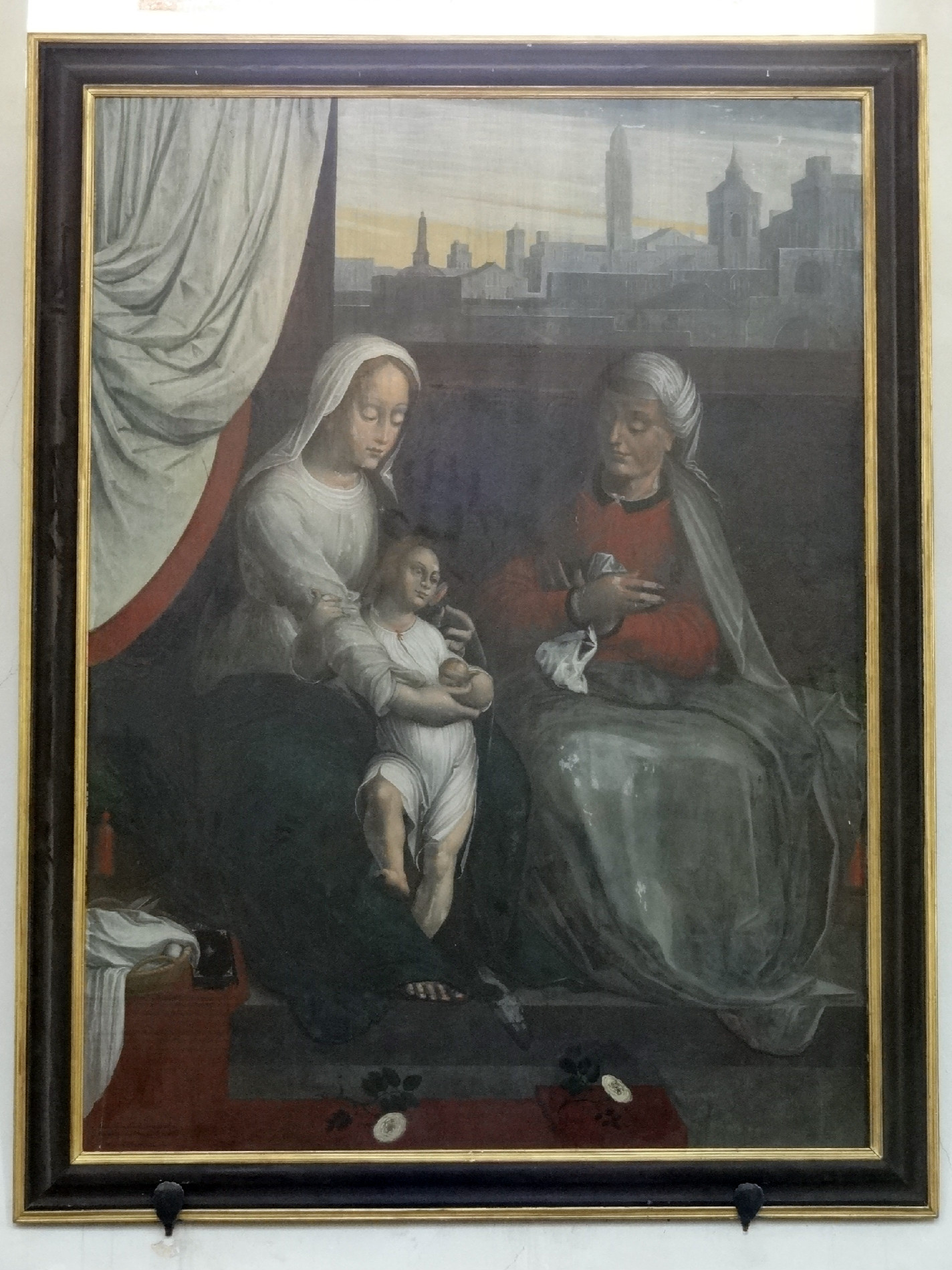
Tafelbild der Anna selbdritt von 1622

Weiter rechts über dem Südportal ist ein Tafelbild der Anna selbdritt angebracht, das ein Arnsburger Laienbruder 1622 gemalt hat. Es zeigt die hl. Anna und Maria mit dem Jesuskind vor einem geöffneten Fenster mit einem zur Seite gezogenen weißen Vorhang. Im Hintergrund ist eine Stadt zu sehen. Die lateinische Inschrift lautet: „Joannem fratrem Laicum cognomine dictum Bachdeutzer cito positum pinxisse tabella MD.C.XXII“ (Ich gebe an, dass der Laienbruder Johannes, genannt Bachdeutzer, dieses Bild gemalt hat. 1622). Vermutlich gehörte dieses Bild auf einer Holztafel zu einem Altar, den Abt Wendelinus Fabri aus Ockstadt der Rockenberger Klosterkirche stiftete.

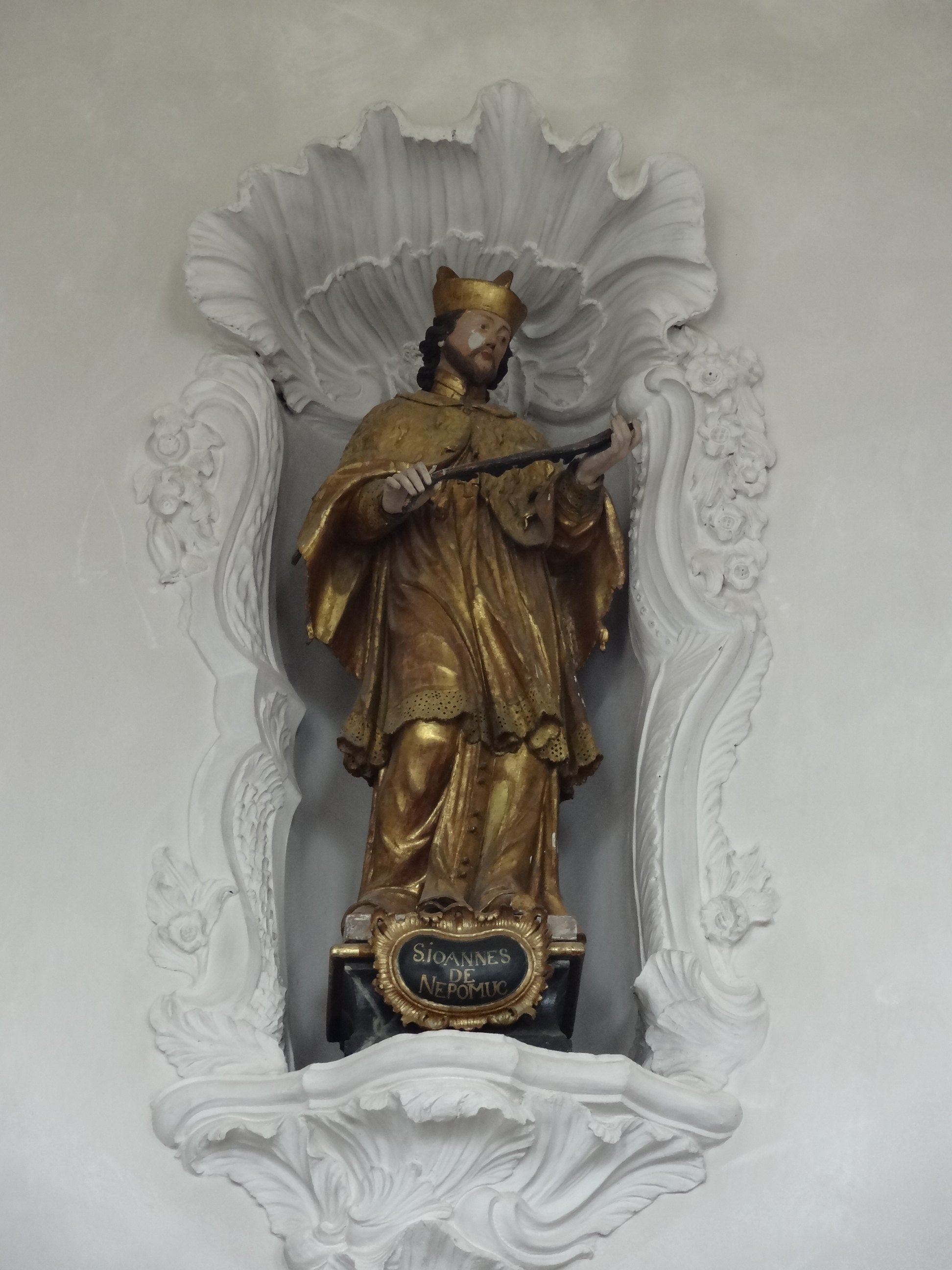
Der hl. Nepomuk in einer der oberen Nischen

Zwischen den rundbogigen Fenstern sind in Höhe des oberen Fensterabschlusses zehn Nischen eingelassen, die nach oben mit einer geöffneten Muschelhälfte abschließen. In den Nischen sind Heiligenstatuen aufgestellt, die von stuckierten Frucht- und Blumenornamenten umgeben sind und vermutlich von Meister Lutz gefertigt sind. Sie stehen über Konsolen auf Podesten, die den betreffenden Namen der Person und die Buchstaben „OPN“ (Ora Pro Nobis = Bitte für uns) tragen. Auf der linken Evangelienseite stehen fünf männliche Figuren (Salvator mundi, hl. Johannes, Petrus Damiani, Johannes Nepomuk und Antonius von Padua), auf der rechten Epistelseite fünf weibliche Heilige (hl. Maria, Katharina, Barbara, Walburga und Lutgard).

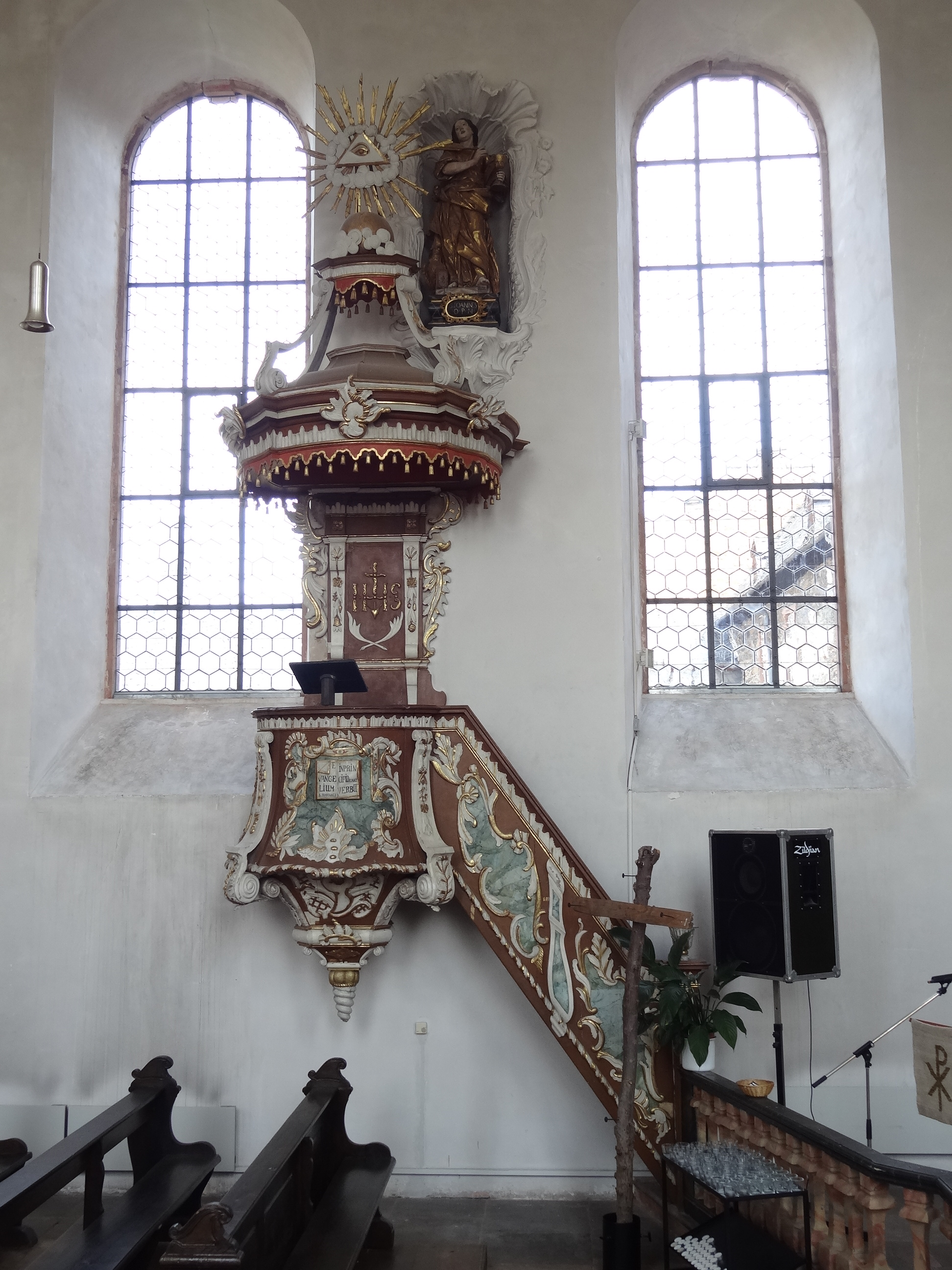
Kanzel

Die Barockkanzel besteht aus dem bauchigen Kanzelkorb, einem Treppenaufgang, dem Schalldeckel und der Rückwand. Sie hat wie der Hochaltar eine braune Grundfarbe. Einzelne Flächen sind grün-türkis marmoriert bemalt, während die Schmuckelemente in Weiß mit Vergoldungen gehalten sind. Unten auf der Brüstung des steilen Kanzelaufgangs steht eine kleine Vase. Die Brüstung selbst ist mit zwei geschwungenen Flächen marmoriert bemalt, die von Rocaillen und stilisierten Blättern umgeben sind. Oben bildet ein gezacktes Fries den Abschluss, unten ein gedrehtes Band. Beides findet umlaufend um den Kanzelkorb seine Fortsetzung. Der bauchige Kanzelkorb mit konkav gewölbten Kanzelfeldern hat unten einen gedrehten Hängeknauf und auf dem vorderen Feld ein aufgeschlagenes Buch mit den lateinischen Anfangsworten des Johannesevangeliums „IN PRINCIPIO ERAT VERBUM“ (am Anfang war das Wort). Das Buch ist von reichem Schmuck umgeben, in das ein Birett und eine blumenverzierte Stola eingearbeitet sind. In der Rückwand ist in vergoldeten und verzierten Buchstaben die Kurzform des Jesus-Namens IHS mit einem Herzen und einem Kreuz zu lesen, umgeben von reichem Schnitzwerk. An der Unterseite des Schalldeckels ist ein Kranz aus Kordeln angebracht, in dessen Mitte eine Heiliggeisttaube schwebt. Auf dem Deckel endet ein Gesprenge in einem Podest, das mit hängenden Kordeln verziert ist. Auf dem Podest liegt eine Weltkugel mit stilisierten Wolken, die von einem Strahlenkranz mit dem Auge Gottes in einem Wolkenkranz bekrönt wird.
Eine hölzerne Kommunionbank mit rosa marmoriert bemaltem Baluster trennt den Chorraum vom Kirchenschiff ab. Sie endet in Höhe des Kanzelaufgangs. Der mittige Durchgang der Kommunionbank wird von zwei Flügeltüren verschlossen. Das schlichte, dunkel gefasste Kirchengestühl mit geschwungenen Wangen lässt einen Mittelgang frei. Der dunkel gefasste Beichtstuhl in der Nordwestecke der Kirche, der heute nur noch eine Nische umfasst, ist im Vergleich mit Kanzel und Altar, die aus derselben Bauzeit stammen, schlicht ausgeführt.
An der südlichen Westwand unter der Nonnenempore ist das Epitaph des Stifterpaares aus der Mitte des 14. Jahrhunderts aufgestellt. Durch den Stuckrahmen mit Rokokoschnörkeln fügt sich das gotische Grabmal in die Innenausstattung ein. Ritter Johannes von Bellersheim († 14. Oktober 1343) wird in Gebetshaltung mit welligem Haar und schlichter Kleidung dargestellt, einem langen Unterkleid und kurzen Mantel, die beide Falten werfen. Seine Frau Gezele von Düdelsheim († 1379) in derselben Haltung trägt ein langes Kleid und einen langen, wallenden Mantel, zudem ein Kopftuch und Kinnbinde. In den oberen Ecken sind die jeweiligen Wappen derer von Bellersheim und Düdelsheim zu sehen, zwischen dem Paar der Bellerheimsche Ritterhelm, der von einem Einhorn verziert wird. Die lateinische Inschrift am linken Rand des Grabmals lautet: „[ANNO DMI. MCCC]XLIII VIII. KL OCTOBRIS JOHES MILES DE BELDSH.“ Neben dem Gründerepitaph wurden zwei bauzeitliche Weihekreuze und ein weiteres neben dem Südeingang freigelegt.

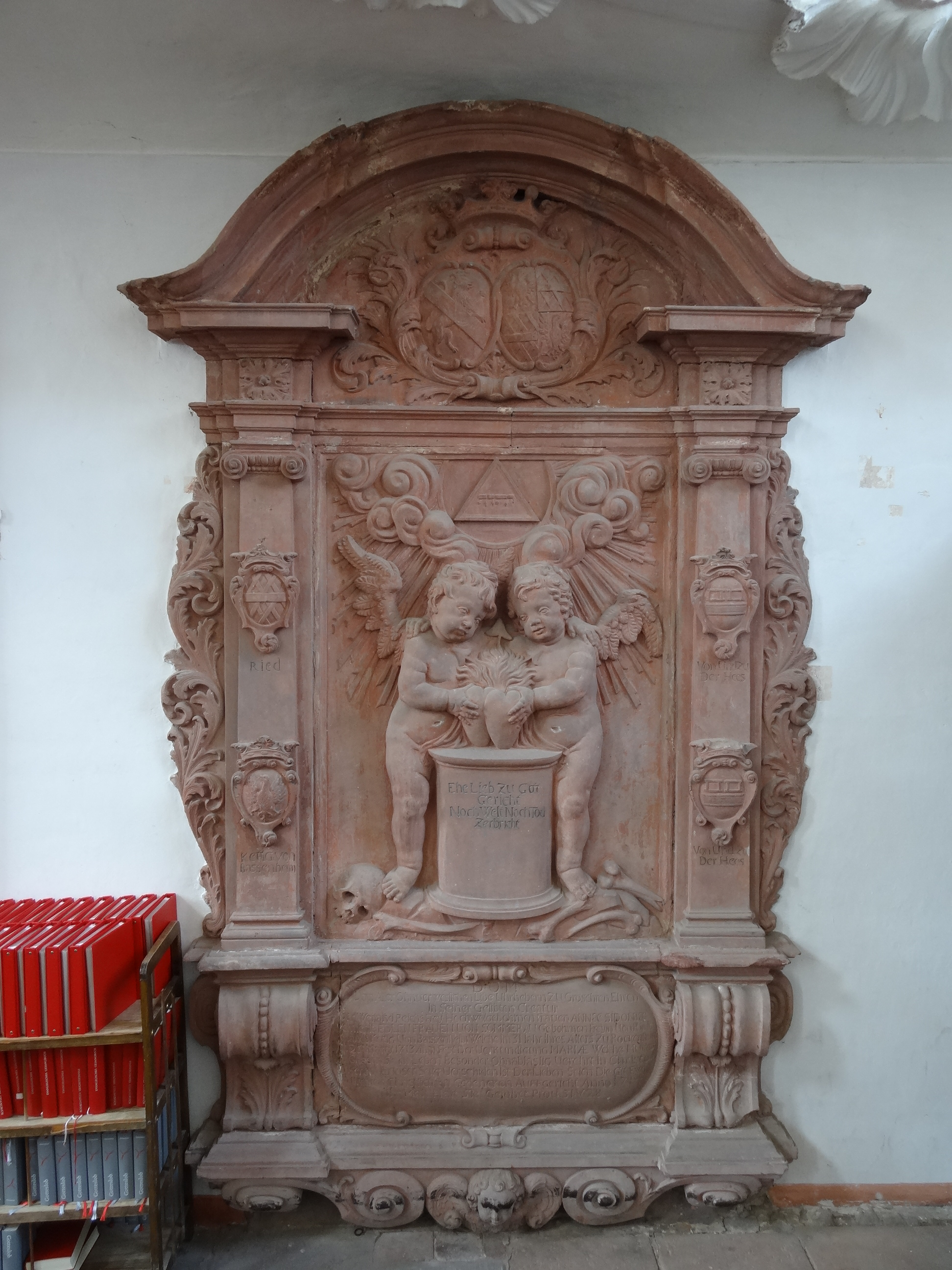
Epitaph der Anna Sidonia von Sommerau von 1714

An der nördlichen Westwand steht das Epitaph der Anna Sidonia von Sommerau geb. Freiin von Ried, genannt Kettig von Bassenheim († 15. März 1713), von 1714 aus rotem Sandstein. Ihr war durch Erbschaft wohl der Junkernhof in Rockenberg aus dem Besitz ihres Großonkels Kettig von Bassenheim zugefallen. Sie starb mit 31 Jahren wahrscheinlich im Kindbett. Es ist im Stil des Barock mit Reliefs gestaltet und hat im unteren Feld eine Kartusche über einem geflügelten Engelskopf, die eine mehrzeilige Inschrift trägt. Die Kartusche wird von zwei Konsolen unter einem profilierten Gesims flankiert. Das große Mittelfeld zeigt zwei Putten, die zwei brennende Herzen über einem Säulenelement halten, auf dem zu lesen ist: „Ehe Lieb Zu Got Gericht Noch Welt Noch Tod Zerbricht“. Sie stehen unter einem Dreieck mit dem hebräischen Tetragramm JHWH, von dem ein Strahlenkranz ausgeht, und über menschlichen Knochen und einem Totenschädel, die die menschliche Vergänglichkeit symbolisieren. An den Seiten begrenzen zwei Pilaster die Szene, die je zwei Wappenschilde der beiden Großelternpaare tragen. Links ist das Wappen derer von Ried und Kettig von Bassenheim, rechts zweimal dasselbe Wappen derer von und zu Hees dargestellt. Links und rechts verzieren Akanthusranken das Epitaph. Die beiden ionischen Kapitelle über den Pilastern tragen einen profilierten Architrav, über dem das Doppelwappen der Eheleute unter einem Rundbogen angebracht ist. Das linke Wappen zeigt des hessischen Löwen mit Bastardbalken, während das rechte viergeteilt ist und in der Diagonale zweimal das Wappen derer von Ried und zweimal das derer von Kettig von Bassenheim hat.

## Hochaltar

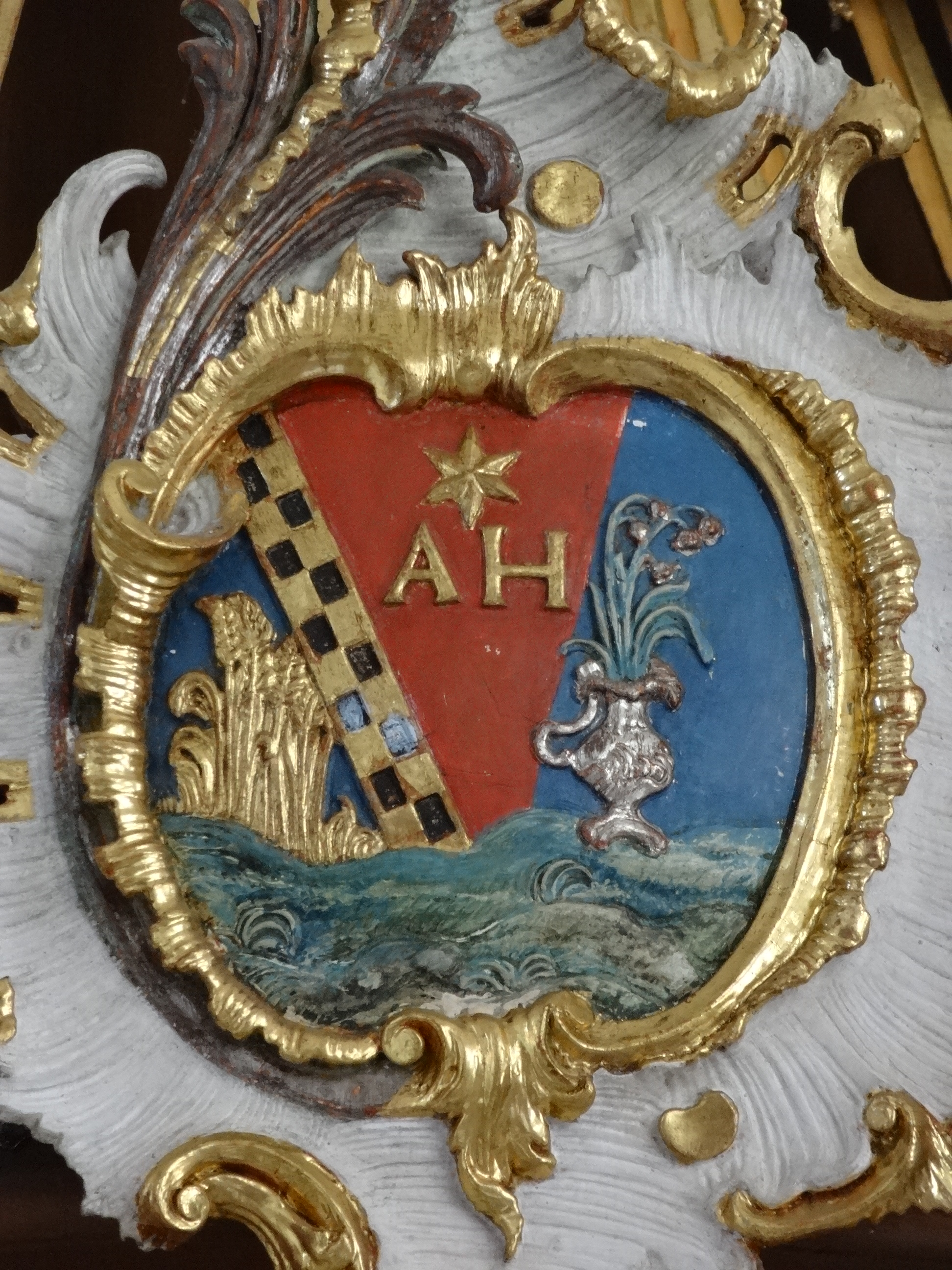
Wappenschild der Äbtissin Antonia Hartz

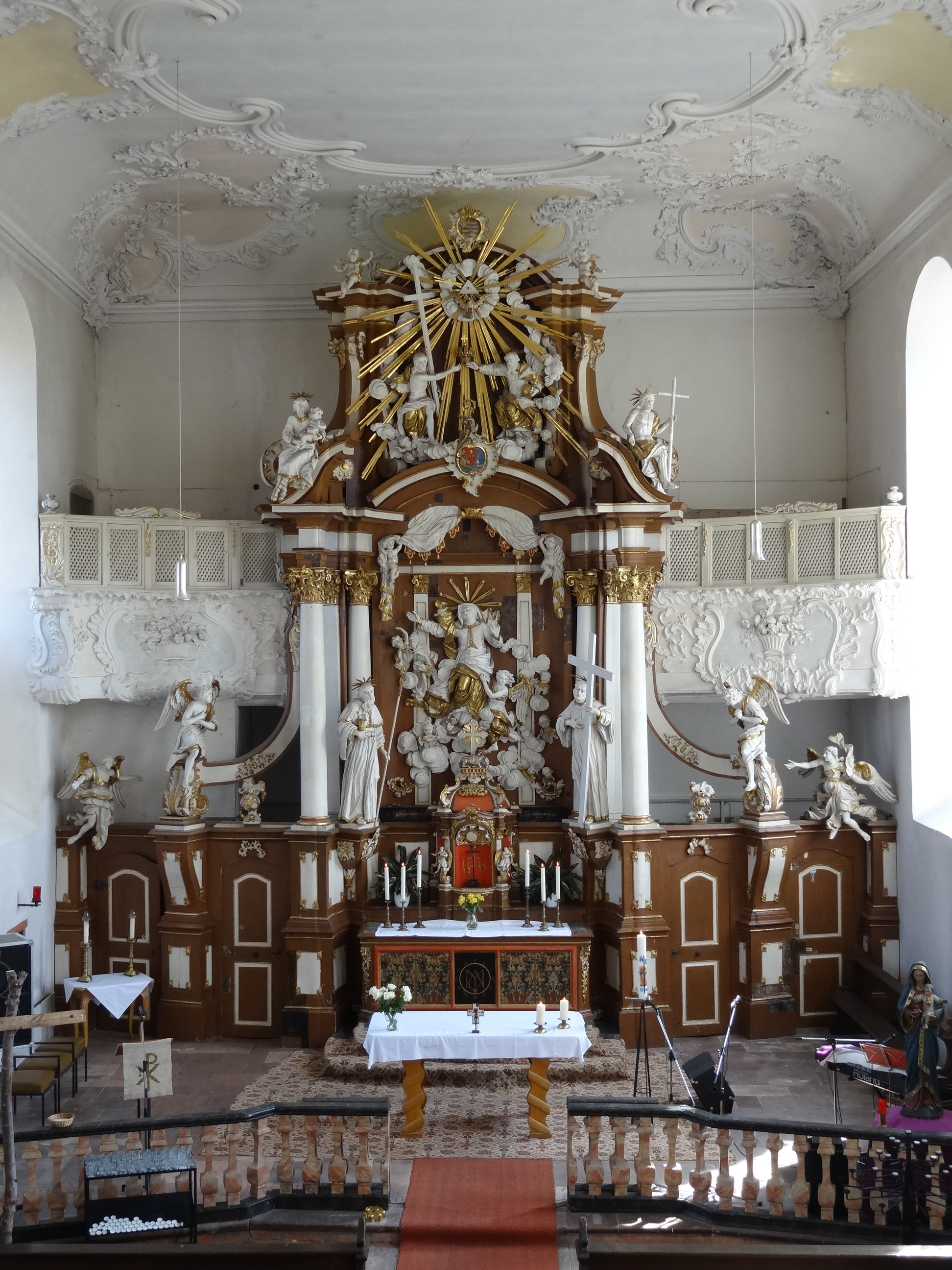
Hochaltar von 1778

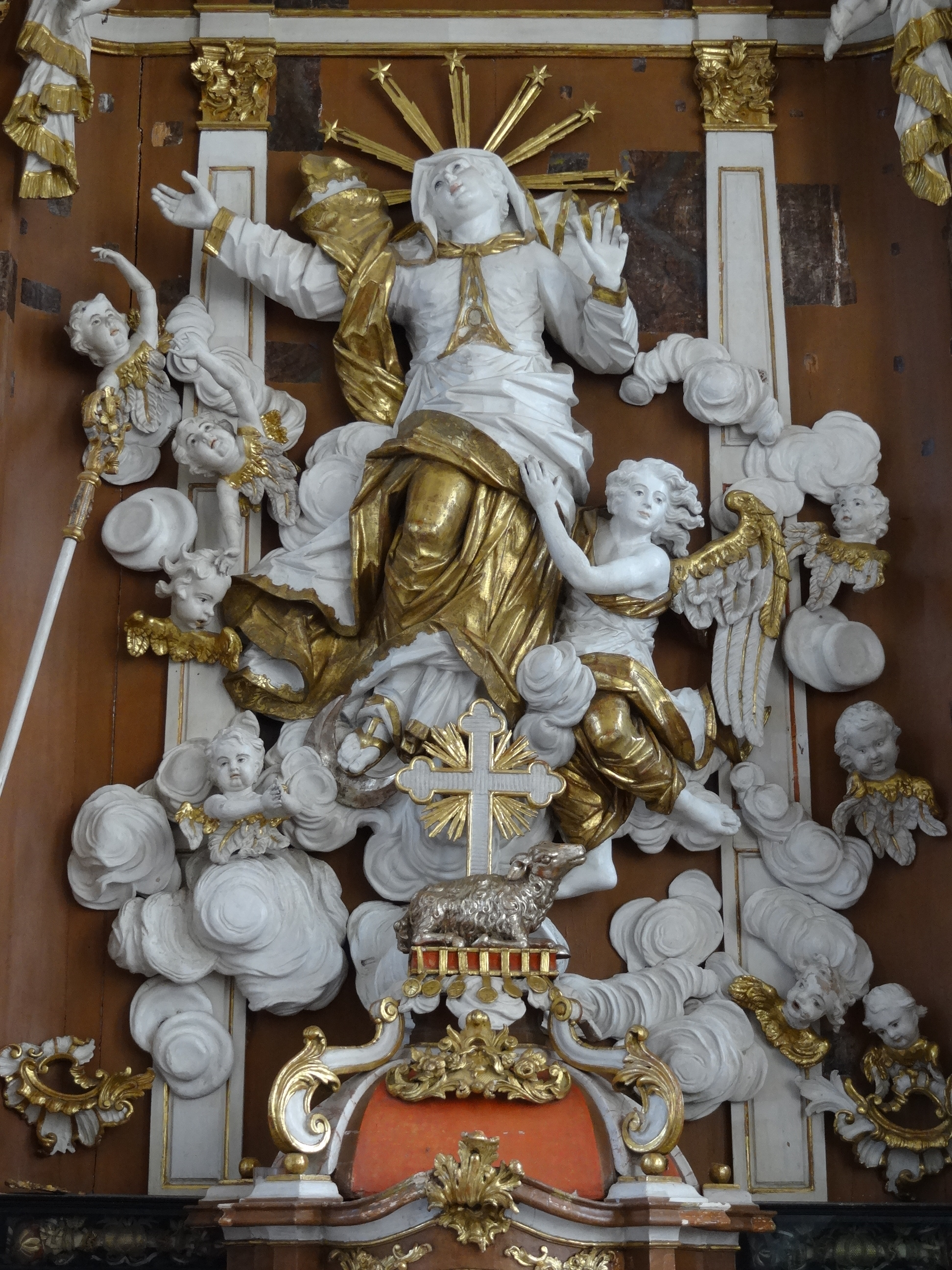
Zentrales Himmelfahrtsbild

Der geschnitzte Hochaltar, der erst 1778 vollendet wurde und bereits einige Merkmale des aufkommenden Klassizismus aufnimmt, ist das bedeutendste Ausstattungsstück der Klosterkirche. Die Vorarbeiten leistete die Rockenberger Schreinerfamilie Weber, während Meister Martin Lutz, der um 1772 bis 1774 die Figuren der Kanzel von Kloster Arnsburg (heute in der Marienstiftskirche Lich) schnitzte, die Planung übernahm und die Figuren ausführte und die weitere Ausstattung gestaltete. Von der braunen Grundfarbe heben sich die weißen Figuren, Säulen und sonstige Flächen ab, die teils vergoldet sind. Der Altar gliedert sich in drei Ebenen. Der Unterbau findet zu beiden Seiten in den Altarbrüstungen seine Fortsetzung, die den Bereich der Sakristei vom Kirchenschiff trennt. Zwei Türen im Unterbau des Altars ermöglichen den Zugang zur Sakristei. Auf beiden Brüstungen sitzen Engel in Richtung Altar. Die aufgemauerte Altarmensa hat vorne abgeschrägte Ecken und an der Schauseite eine Holzverkleidung mit drei kassettierten Füllungen, die in der Mitte die symmetrisch verschlungenen Buchstaben MARIA in einem vergoldeten Sternenkreis zeigen, an den Seiten flankiert von Blütenranken. Die Mensa wird von einer schwarzen Marmortafel bedeckt, in die fünf Weihekreuze eingemeißelt sind. Zwischen zwei Engeln ragt ein Tabernakel über dem Tisch ins Mittelfeld hinein. Den bekrönenden Abschluss bilden kunstvoll geschnitzte Rocaillen und das silberfarbene Lamm Gottes vor einem Kreuz mit Kleeblattarmen. Hinter dem Tabernakel sind in zwei flachen Glasfächern Reliquien zu sehen. Der drehbare Tabernakel hat unter einem kleinen Rundbogen entweder Gold, Rot oder Grün als Hintergrund, entsprechend dem Kirchenjahr und den kirchlichen Festen.
Zentrales Altarbild in der mittleren Ebene des Hochaltars ist die nach oben blickende Himmelskönigin Maria. Sie wird von geflügelten Engeln und stilisierten Wolken zwischen zwei Pilastern umgeben und mit erhobenen Händen dargestellt. Auf den schräg angebauten Seitenteilen stehen auf dem Unterbau die Assistenzfiguren des Benedikt von Nursia (links) und Bernhard von Clairvaux (rechts) vor zwei Freisäulen und einem Pilaster, auf dessen drei vergoldeten, reich verzierten Kapitellen ein Architrav ruht. An den Enden sitzen zwei Putten, die einen Vorhang unter einem Rundbogen halten, in dessen Mitte das polychrome Wappen mit den Initialen A und H der Äbtissin Antonia Harz angebracht ist, das von einem Äbtissinnenstab bekrönt wird. Der Aufbau des Hochaltars wird von einem großen vergoldeten Strahlenkranz mit der Darstellung der Trinität dominiert. Zentral in einem inneren Wolkenkranz sind das Auge der Vorsehung in einem Dreieck und die Taube als Symbol für den Heiligen Geist zu sehen, darunter Christus mit dem Kreuz und Gottvater mit Zepter und Weltkugel auf einem äußeren Wolkenkranz. Beide halten eine Krone, mit der die auffahrende Maria zur Himmelskönigin gekrönt werden soll. Sie werden links von dem hl. Josef mit dem Jesuskind und rechts von Johannes dem Täufer flankiert, die auf geschwungenen, gebrochenen Giebeln sitzen. Auf den oberen, reich profilierten Giebeln sitzen zwei Engel vor einem Rundbogen, in dessen Mitte ein Chronogramm den oberen Abschluss bildet. Die Buchstabenwerte der lateinischen Worte „ErIgI CVraVIt AntonIa De Cora et PhILIppIna AbbatIssae VtraqVe Mogona“ (Antonia von Herz [Hartz] und Philippina, Äbtissinnen und beide Mainzer, ließen errichten) ergeben das Jahr der Fertigstellung (MDCCLVVVVIIIIIIII = 1778).

## Orgel

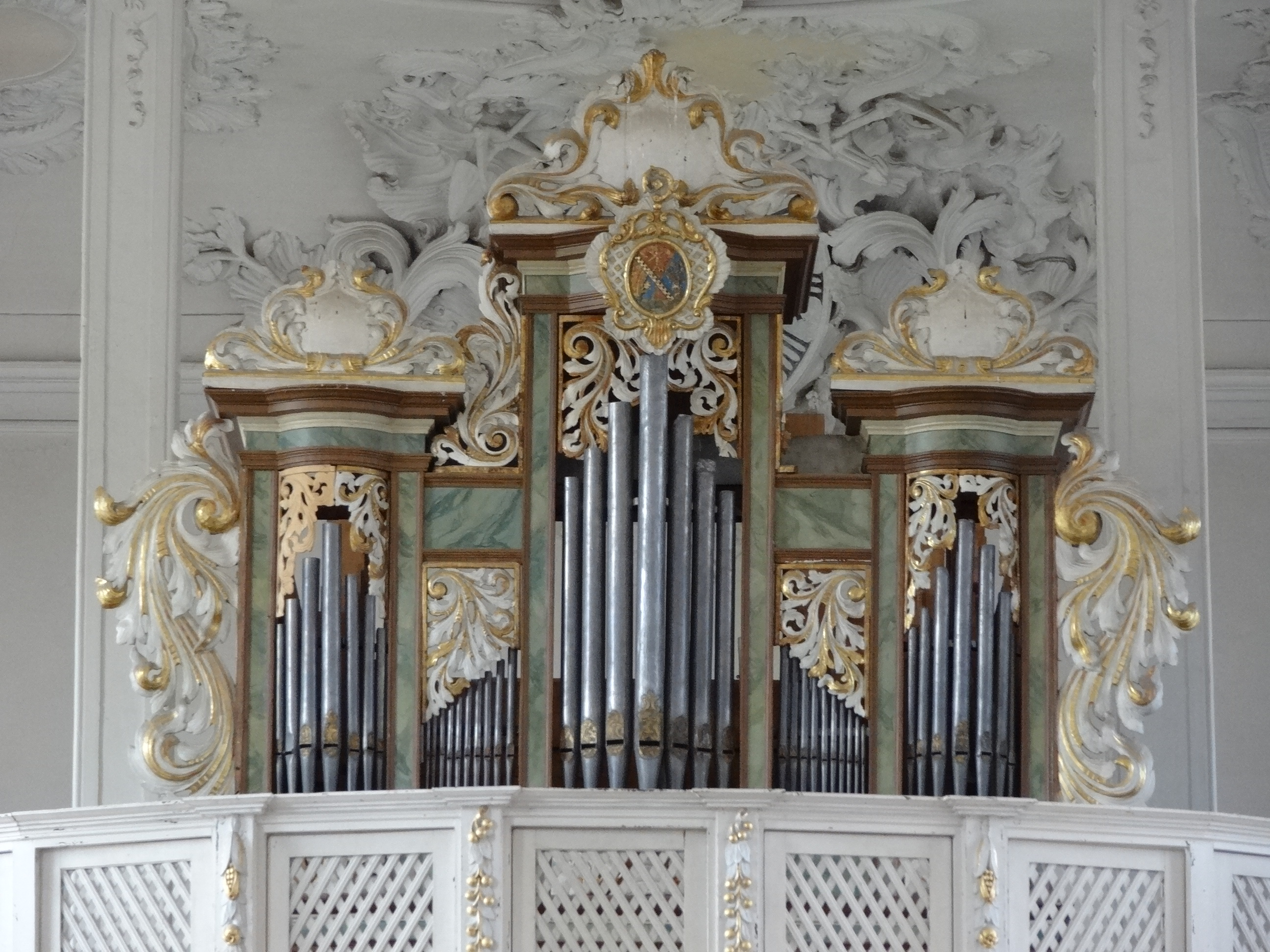
Orgelprospekt

Die Licher Orgelbaufirma Förster & Nicolaus baute im Jahr 1926 hinter dem historischen, fünfteiligen Rokoko-Prospekt eines unbekannten Orgelbauers (um 1760) ein pneumatisches Werk. Möglicherweise geht die Rokoko-Orgel auf Johann Friedrich Macrander zurück. Der überhöhte, spitze Mittelturm wird vom Wappen der Äbtissin Antonia Hartz bekrönt. Er wird von zwei niedrigen Flachfeldern flankiert, denen sich außen zwei Rundtürme anschließen. Die Konsolen der drei Türme, die Schleierbretter, die seitlichen Blindflügel und der Gehäuseaufbau sind mit Voluten und Akanthuswerk reich verziert, die Ober- und Unterlabien der Prospektpfeifen mit vergoldeten Masken bemalt. Das Instrument verfügt über 13 Register mit folgender Disposition:
| I Manual C–g3 |       |
| Principal     | 8′    |
| Gamba         | 8′    |
| Gedackt       | 8′    |
| Octave        | 4′    |
| Flöte         | 4′    |
| Quintflöte    | 2 ⁄3′ |
| Octave        | 2′    |

| II Manual C–g3 |    |
| Flauto amabile | 8′ |
| Aeoline        | 8′ |
| Gedecktflöte   | 4′ |

| Pedal C–f1 |     |
| Subbass    | 16′ |
| Sanftbass  | 16′ |
| Violon     | 8′  |

- Koppeln: II/I, I/P, II/P, Super II/I, Super II/II, Sub II/I